# Abd al-Karím Kászim
Abd al-Karim Kászim, teljes nevén Abd al-Karím Kászim Muhammad Bakr al-Faidli az-Zubaidi (arabul: عبد الكريم قاسم, angolos átírásban Abd al-Karīm Qāsim; (Bagdad, Oszmán Birodalom, 1914. 
november 21. – Bagdad, Irak, 1963. február 9.), iraki katonatiszt, politikus. Az 1958. július 14-i forradalom során jutott hatalomra, amikor iraki nacionalista erők katonai puccsal megdöntötték a Hásimita (Hasemita) dinasztia királyságát. 1958–1963 között az Iraki Köztársaság miniszterelnöke és védelmi minisztere volt. Az 1963. februári, úgynevezett ramadáni forradalom során az Abd asz-Szalám Árif vezette Baasz Párti puccsisták megfosztották hatalmától és megölték. Hivatali idejében népszerű személyiség volt Irakban, Az-Zaím („Vezér”) melléknéven emlegették (az-Za’īm / الزعيم ). Korabeli magyar nyelvű újságokban nevét Abdel Karem Kasszem formában írták.

## Élete

### Származása, ifjúsága
Bagdad egyik szegényebb negyedében, a Mahdijjában született, mai nevén a Karkh-ban ( الكرخ ), három fiútestvér között a legfiatalabbként. 
Apja Kászim Muhammed Bakr Al-Fadhli Al-Zubaidi szunnita muzulmán gazdálkodó volt Dél-Bagdadban, arab és kurd felmenőkkel. 
Anyja Kayfia Hasszán Jakub Al-Szakini, bagdadi siíta kurd családból származott. Az apa az első világháborúban az Oszmán Birodalom hadseregének katonája lett, és röviddel Abd-al-Karim születése után elesett a fronton.
Hatéves korában anyjával és fivéreivel együtt a Tigris-menti Szuvajra kisvárosba, majd 1926-ban Bagdadba költözött.
Kászim rokonságban állt Muhammad Dzsavád tábornokkal, aki az iraki légierő parancsnoka volt az 1930-as évek első felében, amikor protektora, Bakr Szidkī kurd származású, nacionalista irányultságú tábornok volt az iraki hadsereg főparancsnoka.

### Felemelkedése

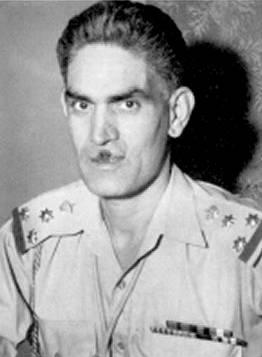
Ezredesi rangban (1951 előtt)

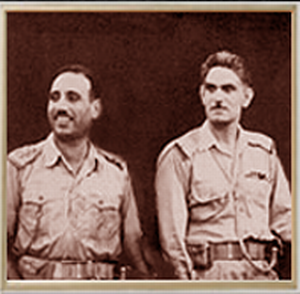
Abd ar-Rahmán Árif tábornok, belügyminiszter (b) és Kászim tábornok miniszterelnök (j) (1958)

Kászim kitűnő tanuló volt, 1932-ben felvételt nyert az egyik katonai főiskolára. Két évvel később hadnagyi rangban lépett szolgálatba. 1948 májusa és 1949 júniusa között egy iraki expedíciós egység tagjaként részt vett az első arab–izraeli háborúban. 1951-ben Nagy-Britanniában, a Wiltshire grófságbeli Devizes-ben főtiszti akadémiára járt, és tábornoki rangot ért el. 
1956–1957-ben, a szuezi válság idején dandárjával a jordániai Mafrakban teljesített szolgálatot. 1957-ra már jó kapcsolatokat ápolt több, az iraki hadseregen belül működő ellenzéki érzelmű tiszti csoporttal.

### Szerepe az 1958. júliusi forradalomban
Az 1958-as iraki forradalomban Kászim a „Szabad Tisztek” mozgalmának egyik vezetőjeként vett részt. A csoport államcsínyt szervezett, melynek során 1958. július 14-én a hadsereg megdöntötte II. Fejszál király uralmát, véget vetett a Hásimita dinasztia vezette iraki monarchia korszakának és kikiáltotta az Iraki Köztársaságot.
A Hásimita monarchia bukásának fő oka a királyi család egyoldalú elkötelezettsége volt a nyugati hatalmak, elsősorban a korábbi gyarmatos, a Brit Birodalom mellett. A Hásimitákat az iraki lakosság idegeneknek és arabelleneseknek tekintette. 1955-ben a Hásimiták támogatták a bagdadi paktum megkötését, melynek értelmében létrehozták a METO nevű katonai-politikai szövetséget az USÁ-val és a korábbi gyarmattartó Brit Birodalommal . (A szervezet 1959-től CENTO néven működött tovább). A királyi család szorgalmazta a két Hásimita királyság, Irak és Jordánia konföderációját, mely 1958. február 14-én, az „Arab Föderáció“ létrejöttével valósult meg. A Jordániával való konföderációra az iraki lakosság és a nacionalista katonai vezetők ellenszenvvel tekintettek. Az 1958-as libanoni válság eszkalációja idején Jordániában tiltakozó mozgalmak kezdődtek, melyek az ottani Hásimita uralkodóház ellen irányultak. Ezek leveréséhez Jordániának az iraki csapatok bevetését kérte. A bagdadi kormány által kirendelt kontingens parancsnokai, Abd al-Karím Kászim dandártábornok és Abd asz-Szalám Árif ezredes 1958. július 14-én színleg Jordánia felé indulást jelentettek, de ehelyett Bagdadba vonultak, átvették a hatalmat és a királyi családot a Riháb-palota elhagyására szólították fel. A királyi palota elfoglalása során a királyt, Abdullah koronaherceget, Hijjám koronahercegnét, Abádijja bint Ali hercegnőt (a király nagynénjét), Nafésza hercegnőt (Abdulláh anyját), továbbá a királyi család és a személyzet több tagját a felkelők meggyilkolták. Núri asz-Szaid miniszterelnök elmenekült, de másnap őt is elfogták és megölték.
Röviddel a forradalom után az Iraki Kurdisztán területén, Moszulban és Kirkukban Kászim-ellenes arab tiszti csoportok két lázadást is kirobbantottak az új köztársasági vezetők ellen. Kászim tábornok szövetségre lépett az iraki kommunistákkal és a kurd nemzetiségi vezetőkkel (utóbbiaknak Kászim autonómiát ígért). Segítségükkel mindkét lázadást véresen leverte.

### Irak miniszterelnöke és hadügyminisztere

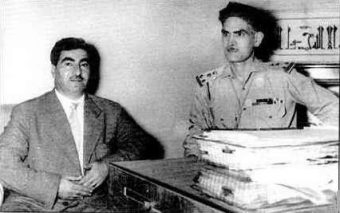
Musztafa Barzani kurd vezető és Kászim miniszterelnök (1960 körül)

Az újonnan kikiáltott Iraki Köztársaság miniszterelnöke és hadügyminisztere Kászim tábornok lett. Harcostársa, Abd asz-Szalám Árif ezredes megkapta a belügyminisztériumot. Egy másik bajtársát, Muhammad Nadzsib ar-Rubájt Kászim megtette a köztársaság elnökévé, de funkcióit főleg reprezentációs feladatokra korlátozta.
Hivatalba lépése után Kászim miniszterelnök visszavonta elődjének népszerűtlen politikai szövetségkötéseit. 1958. augusztus 2-án felmondta a Jordániával kötött egyesülési szerződést, ezzel megszánt az Arab Föderáció. A Jordán Királyság és az Irak Köztársaság viszonya hosszú évekre súlyosan megromlott. 1959-ben a bagdadi kormány kilépett a METÓ-ból, amely ezután CENTO (Central Treaty Organization) néven működött tovább, központját Bagdadból Ankarába helyezte át.
Kászim kormánya szoros kapcsolatokat épített ki a Nasszer által vezetett pánarab nacionalista Egyesült Arab Köztársasággal, melyet Egyiptom és Szíria alkotott, bár ellenállt Nasszer azon törekvésének, hogy Irak váljon az államszövetség teljes jogú tagjává. Ebben a két erős arab politikai vezető közötti személyes hatalmi rivalizálás is közrejátszott.
Kászim szorosan együttműködött az Iraki Kommunista Párttal és a kurd nemzetiségi vezetőkkel. Musztafa Barzani kurd vezetőt hazahívta száműzetéséből, hogy a kurd törzseket megnyerje saját szövetségesének a királypárti törzsi vezetők és a Baasz Pártot támogató frakciók ellen. Kászim felállította az Iraki Forradalmi Kormányzótanácsot, amelyet a szunnita arab Muhammad Nadzsib ar-Rubáj elnök, Muhammad Mahdi Kubbe siíta arab vezető és Khálid Naksbandi szunnita kurd vezető alkotott.
A Nasszer által szorgalmazott Egyesült Arab Köztársasághoz történő csatlakozást a nacionalista Kászim hevesen ellenezte, mert ebben az egyiptomi vezetésnek való alárendeltség veszélyét látta. Emiatt az iraki és az egyiptomi vezetés viszonya megromlott, Irakban nasszerista politikai ellenzék szerveződött. 1960. szeptember 14-én Bagdadban Irak, Irán, Kuvait, Szaúd-Arábia és Venezuela részvételével megalakult az Kőolaj-exportáló Országok Szervezete (OPEC). A rákövetkező évben Kászim kormánya az iraki kőolajmezők kiaknázásának monopóliumát birtokló, brit tulajdonú Iraqi Petroleum Companytól megvonta a koncessziót, és olajtermelő területeinek 90%-át államosította, hogy ezzel megnövdlje az állam bevételeit. A brit olajtársaság teljes kisajátítását a nemzetközi körülmények nem tették lehetővé (erre csak 1972-ben került sor). 1961. június 19-én-ben Kuvait elszakadt a brit Birodalomtól és független állammá vált. Kászim kormánya nem ismerte el Kuvait függetlenségét, az emírség területét Irak részének minősítette, és katonai akciót helyezett kilátásba Kuvait annektálására. 1961 júliusától Nagy-Britannia és az Irakkal szemben álló Arab Liga nemzetközi katonai erődemonstrációt (Operation Vanguard) szervezett az iraki fenyegetés elhárítására. A brit flotta és az Arab Elrettentő Erő (Arab Deterrent Force, ADF) ellenőrizte Kuvait határait, háborús konfliktusra nem került sor, de a készültség egészen 1963-ig, Kászim bukásáig fennmaradt.

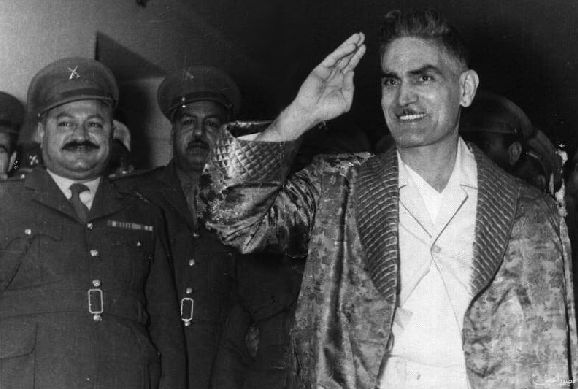
A sebesült Kászim a kórházban (1959)

A belpolitikában Kászim kormánya engedélyezte a pártok és szakszervezetek működését, modernizálta a közoktatást és hozzákezdett az ország infrastruktúrájának kiépítéséhez. Kászim személye igen népszerűvé vált a lakosság körében, ugyanakkor politikai ellenfelei is megsokasodtak. A pánarab nasszerista ellenzék tevékenysége erősödött. Kászim ellen több merényletet kíséreltek meg. 1959 októberében a Baasz Párt hívei, köztük al-Bakr ezredes és Szaddám Huszein újabb merényletet kíséreltek meg Kászim ellen. Kászim megsebesült, de életben maradt. Szaddám Huszein megsebesült és külföldre szökött, Al-Bakr ezredest Kászim megfosztotta rangjától és bebörtönözte. A merényletet a CIA aktívan támogatta, mert az amerikai kormány kommunistabarátnak minősítette Kászim miniszterelnököt, és tartott politikájának következményeitől. A sikertelen merényletek nyomán Irakban fokozódott a Baasz Párt követőinek üldözése.

### Megbuktatása és kivégzése

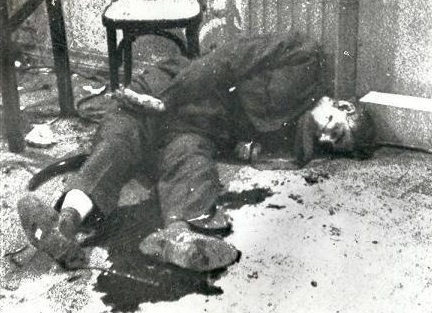
A kivégzett Kászim teste a bagdadi Hadügyminisztériumban

1963. február 8-án Baasz-párti katonatisztek, Abd asz-Szalám Árif tábornok és al-Bakr ezredes vezetésével sikeres katonai puccsot hajtották végre. Kászimot elfogták, megfosztották hatalmától, és másnap, február 9-én rövid tárgyalás után kivégezték. Agyonlőtt holttestét bemutatták a bagdadi sajtóban, a filmhíradóban és az állami televízióban, majd ismeretlen helyen jeltelen sírba temették. Követőit néhány napon át tartó utcai harcokban leverték, sokat közülük kivégeztek. A események későbbi kutatói bebizonyították, hogy a ramadáni forradalomnak elnevezett februári puccs tervéről a brit titkosszolgálatnak és az amerikai CIA-nak is részletes tudomása volt, és jóváhagyták azt. Az új, Baasz-párti köztársaság új elnöke Árif tábornok lett, aki összeesküvő társát, al-Bakr ezredest miniszterelnökké nevezte ki.

## Utóélete
Kászim miniszterelnök páncélozott személygépkocsija, mely több lövés és robbanás okozta sérülés nyomát őrzi, a bagdadi Irak Múzeumba került. 1973-ban még látható volt, későbbi sorsa nem ismert.
Kászim földi maradványait 2004 júliusában, Irak brit–amerikai katonai megszállása után találta meg Bagdadban a Radio Didzslah forgatócsoportja.
Az iraki háborút követő politikai átrendeződés után Kászim kultusza ismét megélénkült, 2010 körül szobrát ismét felállították a bagdadi Rasíd utcában. A szobrot Khálid al-Rahal (1926–1987) iraki szobrász készítette még Kászim életében, 1960 körül.

## Politikai fejlemények Kászim halála után
A Kászim tábornok rendszerét 1963-ban megbuktató Abd asz-Szalám Árif tábornok-elnök 1966. április 13-án helikopter-balesetben életét vesztette, helyét bátyja, Abd ar-Rahmán Árif vette át. Gyenge kezű vezető volt, uralma alatt ismét megerősödött a Baasz Párt balszárnya. Uralmát Kászim egykori harcostársa, Ahmed Haszan al-Bakr döntötte meg 1968. július 17-én. Bakr véres tisztogatást hajtott végre a Baasz Pártban. Őt magát saját helyettese és alelnöke, Szaddám Huszein szorította háttérbe 1979-ben.